# Earth No More
Earth No More és un shooter en primera persona desenvolupat per Radar Group (originalment 3D Realms).

## Ambientació
Earth No More s'obre en una petita ciutat de Nova Anglaterra en quarantena a causa d'un brot misteriós. Les vinyes vermelles verinoses s'han anat estenent ràpidament (similar a l'herba vermella a La guerra dels mons) simultàniament matant i terraformant l'entorn. El personatge principal es troba a la ciutat amb uns altres quatre personatges amb els quals farà equip.

## Desenvolupament
Earth No More es va desenvolupar inicialment per a Microsoft Windows, PlayStation 3 i Xbox 360 per l'empresa finlandesa Recoil Games, and was initially published by 3D Realms, scheduled for a release in 2009, però el 2009, la data de llançament es va ajornar indefinidament a causa de motius financers amb l'editor 3D Realms, que van donar com a resultat el tancament del seu negoci de desenvolupament i publicació.
Al febrer de 2011, Recoil Games va dir al diari financer finlandès Kauppalehti que ja no participen en el projecte.
A continuació, el lloc web de Radar Group, el desenvolupador del joc apareix com a "sense previ avís".
El juny de 2012 Earth No More va aparèixer en diversos llocs web, incloent Gambiety, Symbid i Impact Crowd, tots ells llocs web dedicats a projectes invertits per persones de la indústria del joc. Etiquetat com a Earth No More - 3D Realms amb la descripció La implacable destrucció de la Terra de la humanitat desperta una resposta biològica des de la profunditat de l'escorça del planeta que amenaça un apocalipsi ambiental. Això va indicar el rumor del renaixement de Earth No More sota el timó de 3D Realms amb rumors que circulaven per Internet sobre un anunci del títol a l'estiu de 2012.

### Polèmica
Al febrer de 2008, Edge va informar que 3D Realms estava sent demandat per Cinemagraphix Entertainment per haver robat la idea del joc Earth No More. Cinemagraphix va afirmar que havien llançat la idea el 2005 a diversos desenvolupadors de jocs que incloïen 3D Realms. Les queixes de Cinemagraphix va acusar (3D Realms) de violació de drets d'autor, competència il·legal, apropiació indeguda, pràctiques comercials deslleials, enriquiment injust, reclamacions de conspiració i altres. Van dir que 3D Realms no només havia robat el nom, sinó també la premissa i l'art conceptual, afirmant que el seu concepte i el shooter en desenvolupament són "pràcticament idèntics en substància".